# Sebastian Freis
Sebastian Freis (ur. 23 kwietnia 1985 w Karlsruhe) – niemiecki piłkarz występujący na pozycji napastnika.

## Kariera klubowa
Freis jest wychowankiem SC Wettersbach. W 1999 roku przeszedł do juniorskiej ekipy klubu Karlsruher SC. W 2004 roku został włączony pierwszej drużyny Karlsruher SC, grającej w 2. Bundeslidze. W 2007 roku awansował z zespołem do Bundesligi. W tych rozgrywkach zadebiutował 12 sierpnia 2007 roku w wygranym 2:0 meczu z 1. FC Nürnberg. 29 września 2007 roku w wygranym 3:1 pojedynku z Borussią Dortmund Freis zdobył pierwszą bramkę w trakcie gry w Bundeslidze. W 2009 roku spadł z klubem do 2. Bundesligi. Wówczas odszedł z Karlsruher SC. W jego pierwszej drużynie rozegrał w sumie 143 ligowe spotkania i zdobył 43 bramki.
Latem 2009 roku podpisał kontrakt z pierwszoligowym 1. FC Köln. Pierwszy ligowy mecz zaliczył tam 8 sierpnia 2009 roku przeciwko Borussii Dortmund (0:1). W latach 2012–2015 grał w SC Freiburg, a latem 2015 przeszedł do SpVgg Greuther Fürth.

## Kariera reprezentacyjna
W 2006 roku Freis rozegrał 1 spotkanie w reprezentacji Niemiec U-21.